# MS Nautica
Le MS Nautica est un navire de croisière de classe R appartenant depuis 2002 à l'opérateur Oceania Cruises. Il est construit aux Chantiers de l'Atlantique de Saint-Nazaire.

## Histoire
Il a été construit pour la société Renaissance Cruises sous le nom de R-Five  en 2000. 

Après la faillite de cet opérateur, il est racheté fin 2001 par un opérateur allemand Cruiseinvest. Il est affrété par l'opérateur espagnol Pullmantur Cruises sous le nom de Blue Dream jusqu'en 2005. Durant cette période, il sera brièvement affrété pour un trimestre sous le nom de TMR Nautica par l'agence française de voyage TMR.

En 2005 il entre en service à Oceania Cruises sous le nom de MS Nautica.
En 2006, il est définitivement acquis par cette société.

## Design
La conception de la classe R étant d'être des navires de croisière de luxe, l'aménagement intérieur est de style art déco semblable à celui des paquebots des années 1920 et 1930, avec du bois foncé brillant et des couleurs chaudes. Le navire a gardé la plupart des décorations intérieures de sa construction pour Renaissance Cruises.

## Incident
Le 30 novembre 2008, après son départ de Port Safaga en Égypte  et entrant dans la zone de sécurité  mise en place dans le golfe d'Aden en raison de la persistance des attaques de pirates, le navire, à environ 9 h 28 UTC+3, rencontre deux skiffs de pirates somaliens. Par une mesure rapide de manœuvres d'évitement, le capitaine a pu distancer ses agresseurs. Le navire a subi des tirs à huit reprises. Aucun des 684 passagers et 401 membres d'équipage n'a été touché.